# سوق الثلوث (أسلم)

تعديل مصدري - تعديل

سوق الثلوث هي إحدى قرى عزلة أسلم الوسط بمديرية أسلم التابعة لمحافظة حجة، بلغ تعداد سكانها 311 نسمة حسب تعداد اليمن لعام 2004.